# Campoplex tecumseh
Campoplex tecumseh là một loài tò vò trong họ Ichneumonidae.